# Mladen Palac
Mladen Palac (Donji Mamići, Grude, 18. veljače 1971.), hrvatski šahist, velemajstor
Na hrvatskoj je nacionalnoj ljestvici od 1. ožujka 2012. godine treći po rezultatima, s 2565 bodova.
Po statistikama FIDE sa službenih internetskih stranica od 12. travnja 2012., 199. je igrač na ljestvici aktivnih šahista u Europi a 246. na svijetu.
Naslov međunarodnog majstora nosi od 1990. godine.
Naslov velemajstora nosi od 1993. godine.
Pojedinačni prvak Hrvatske 2001., 2004., 2008. i 2012. godine.
Na europskom ekipnom prvenstvu u šahu 1997. i 2005. osvojio je zlato za najbolji rezultat na 3. odnosno 2. ploči.
Na europskom prvenstvu u brzopoteznom šahu 2006. osvojio je brončanu medalju.